# 篠原栞那
篠原栞那（日语：篠原 栞那，1997年9月22日—）是日本女藝人，為女子偶像團體NMB48Team N前成員，兵庫縣尼崎市出身，Asia Promotion所属。

## 經歴
- 2010年
- 9月20日、參加『NMB48一期生徵選會』合格（參加總數7,256名、最終合格者26名）。
- 10月9日、在『Visit Zooキャンペーン応援プロジェクト AKB48 東京秋祭り supported by NTTぷらら』中，NMB48 1期生研究生的26名之一披露，活動開始。

- 2011年
- 1月1日、在NMB48劇場，作為選抜成員16名之一在劇場出道。
- 3月10日、NMB48 Team N結成。
- 2013年
- 4月12日畢業[2]。

## 人物
- 喜歡的食物是水果芭菲。

## NMB48参加曲

### 單曲選抜曲
NMB48名義
- 絕滅黑髮少女
  - 青春的說唱時間
  - 我輸了的夏天 - 白組名義
  - 三日月的背影
- 「Oh My God!」中收錄
  - 我在等待
  - 結晶 - 白組名義
- 「純情U-19」中收錄
  - 場当たりGO! - Under Girls名義
  - 努力的水滴 - 白組名義
- 「海岸邊最可愛的女孩！」中收錄
  - 不講理的一球 - Under Girls名義
  - 最後的淨化 - 白組名義
- 「Virginity」中收錄
  - 存在してないもの - 紅組名義

## 劇場公演小組
TeamN 1st Stage「為了誰」公演
- 用飛吻擊落他!

TeamN 2nd Stage「青春女孩」公演

## 外部連結
- NMB48個人介紹頁（日語）
- NMB48官方部落格「篠原栞那」（日語）
- Asia Promotion個人介紹頁 （页面存档备份，存于）（日語）
- 篠原栞那的X（前Twitter）（日語）
- 篠原栞那的Instagram帳戶（日語）
- 篠原栞那的SHOWROOM專頁（日語）
- 篠原栞那的TikTok（日語）